# Skallig bulbyl
Skallig bulbyl (Nok hualon) är en fågel i familjen bulbyler inom ordningen tättingar. Den beskrevs som ny art för vetenskapen så sent som 2009.

## Utseende och läte
Skallig bulbyl är en grönbrun fågel med ett helt naket rosa huvud, helt unikt i familjen. Bland lätena hörs en stigande drill och hårdare skallrande ljud.

## Utbredning och systematik
Arten förekommer i kalkstenskarst i centrala Laos, möjligen också västcentrala Vietnam. IUCN kategoriserar arten som livskraftig. Den beskrevs så sent som 2009och är den första nya bulbylart i Asien som beskrivits på över hundra år. Tidigare placerades den i släktet Pycnonotus, men studier från 2018 visar att den endast är avlägset släkt och förs därför numera oftast till det egna släktet Nok.

## Status och hot
Arten har ett stort utbredningsområde, men tros minska i antal, dock inte tillräckligt kraftigt för att den ska betraktas som hotad. Internationella naturvårdsunionen IUCN listar arten som livskraftig (LC).

## Levnadssätt
Skallig bulbyl hittas enbart i karstskogar, där den föredrar buskiga områden. Den födosöker uppe i kronorna på buskar och små träd.